# Centaurea vicentina
Centaurea vicentina é uma espécie de planta com flor pertencente à família Asteraceae. 
A autoridade científica da espécie é Mariz, tendo sido publicada em Lagascalia 19 (1/2): 891. 1997.

## Portugal
Trata-se de uma espécie presente no território português, nomeadamente em Portugal Continental.
Em termos de naturalidade é endémica da região atrás referida.

## Protecção
Encontra-se protegida por legislação portuguesa ou da Comunidade Europeia, nomeadamente pelo Anexo II e IV da Directiva Habitats.